# La edad del sol
La edad del sol es una película argentina de comedia musical dirigida por Ariel Piluso y protagonizada por la cantante folclórica argentina Soledad. Fue estrenada el 1 de julio de 1999.

## Sinopsis
La cantante Soledad posterga una gira artística por España para acompañar a sus compañeros de escuela en un viaje de egresados a la ciudad de Bariloche.

## Reparto
- Soledad Pastorutti como ella misma
- Ezequiel Abeijón como Matías
- Celeste García Satur como Fernanda
- Karina Dalí como Vicky
- Matías Barki como Nico
- Matías Fiszon como Federico
- Mariela Fernández como Carmen
- Ezequiel Rodríguez como Javier
- Francisco Fernández de Rosa
- Luis Aranosky
- Mariano Marín
- César Isella como el mismo
- Nati Pastorutti como ella misma
- Hernán Jiménez
- Gabriel Pacheco
- Ricardo Streiff
- Thelma Fardín